# Pseudomyrmex peperi
Pseudomyrmex peperi es una especie de hormiga del género Pseudomyrmex, subfamilia Pseudomyrmecinae. Esta especie fue descrita científicamente por Forel en 1913.

## Distribución
Se encuentra en Belice, El Salvador, Guatemala, Honduras, México y Nicaragua.